# Krystin Pellerin
Krystin Pellerin (Mount Pearl, 12 luglio 1983) è un'attrice canadese.

## Filmografia
| Anno      | Titolo               | Ruolo                  |
| --------- | -------------------- | ---------------------- |
| 2006      | Warriors of Terra    | Izzy                   |
| 2007      | Killing Zelda Sparks | Ellen                  |
| 2008      | I Tudors             | Lady Elizabeth Darrell |
| 2010      | Lost Girl            | Jenny                  |
| 2010-2014 | Republic of Doyle    | Leslie Bennett         |
| 2013      | The Listener         | Kathy Slocum           |